# エフィンガム郡 (ジョージア州)
エフィンガム郡（エフィンガムぐん、英: Effingham County）は、アメリカ合衆国ジョージア州の東部に位置する郡である。人口は6万4769人（2020年）。郡庁所在地はスプリングフィールド市であり、同郡で人口最大の都市はリンコン市である。
エフィンガム郡はサバンナ都市圏を構成する3郡の1つである。

## 歴史
エフィンガム郡は1777年2月5日に、植民地時代のセントマシューとセントフィリップ各パリッシュの一部を合わせて設立され、ジョージア州当初の郡の1つとなった。郡名は、イギリスで植民地の権利を擁護した第3代エフィンガム伯爵トマス・ハワードに因んで名付けられた。

## 地理
アメリカ合衆国国勢調査局に拠れば、郡域全面積は482.82平方マイル (1,250.5 km2)であり、このうち陸地479.41平方マイル (1,241.7 km2)、水域は3.40平方マイル (8.8 km2)で水域率は0.70%である。

### 主要高規格道路

#### 州間高速道路
- 州間高速道路16号線
- 州間高速道路95号線

#### アメリカ国道
- アメリカ国道80号線

#### ジョージア州道
- ジョージア州道17号線
- ジョージア州道21号線
- ジョージア州道21号線支線
- ジョージア州道26号線
- ジョージア州道30号線
- ジョージア州道119号線
- ジョージア州道275号線
- ジョージア州道404号線
- ジョージア州道405号線
- サバンナ川パークウェイ（東部）

### 隣接する郡
- ハンプトン郡 (サウスカロライナ州) - 北
- ジャスパー郡 (サウスカロライナ州) - 北東
- チャタム郡 - 南東
- ブライアン郡 - 南
- ブロック郡 - 西
- スクリーブン郡 - 北西

### 国立保護地域
- サバンナ国立野生生物保護区（部分）

## 人口動態
以下は2000年国勢調査による人口統計データである。
| 基礎データ - 人口: 37,535人 - 世帯数: 13,151 世帯 - 家族数: 10,494 家族 - 人口密度: 30人/km2（78人/mi2） - 住居数: 14,169軒 - 住居密度: 11軒/km2（30軒/mi2） 人種別人口構成 - 白人: 84.66% - アフリカン・アメリカン: 12.99% - ネイティブ・アメリカン: 0.32% - アジア人: 0.45% - 太平洋諸島系: 0.02% - その他の人種: 0.52% - 混血: 1.04% - ヒスパニック・ラテン系: 1.41% 年齢別人口構成 - 18歳未満: 29.9% - 18-24歳: 8.2% - 25-44歳: 32.1% - 45-64歳: 21.7% - 65歳以上: 8.0% - 年齢の中央値: 34歳 - 性比（女性100人あたり男性の人口） - 総人口: 98.7 - 18歳以上: 96.2 | 世帯と家族（対世帯数） - 18歳未満の子供がいる: 43.0% - 結婚・同居している夫婦: 64.3% - 未婚・離婚・死別女性が世帯主: 11.1% - 非家族世帯: 20.2% - 単身世帯: 16.9% - 65歳以上の老人1人暮らし: 6.0% - 平均構成人数 - 世帯: 2.84人 - 家族: 3.18人 収入と家計 - 収入の中央値 - 世帯: 46,505米ドル - 家族: 50,351米ドル - 性別 - 男性: 39,238米ドル - 女性: 23,814米ドル - 人口1人あたり収入: 18,873米ドル - 貧困線以下 - 対人口: 9.3% - 対家族数: 7.1% - 18歳未満: 10.8% - 65歳以上: 12.6% |

## 産業
1900年代初期、郡経済の根幹は農業だった。主要産品はアイルランド・ポテトとスウィート・ポテトだった。1920年代初期には沢山のアイルランド・ポテトを生産できたので、夏には多くの貨車をポテトで一杯にして出荷していた。
エフィンガム缶詰会社やポテト樽製造所など小さな企業が大きな事業に育った。エフィンガム缶詰会社は長く続かなかった。1918年に、スプリングフィールドのサバンナ・アトランタ鉄道機関車修理工場があった場所に設立された。この場所は現在スプリングフィールドの南、州道21号線沿いのジョージア・ハイウェイ維持部ビルとは道路向かいにあった。1940年代に別の缶詰会社がスプリングフィールドの小学校跡地で操業していた。
21世紀初期、工業用地のために前例の無いような需要が起きた。港湾と海岸部の経済が成長を続け、人口が増加したことにより、工業開発への関心に拍車がかかった。これには軍需産業や航空産業など多様な製造拠点としての役割が貢献した。サバンナ地域にはガルフストリーム（航空機製造）とハンター陸軍飛行場がある。
2005年以降エフィンガム郡工業団地には新しい入居者が幾つか入ってきた。2007年にはポルトガルに本社を置くトランス製造会社EFACECグループが北中米製造拠点として入った。アメリカ工場はリンコンにあり、電力トランスのコアと容器を製造している。その他の企業としては、フリントリバー・サービスの冷蔵倉庫、バリューパートの物流センターがあり、団地内に既存の企業も拡張した。この団地はジョージアの港、サバンナ国際空港、サバンナ市から15マイル (24 km) 以内にあり、州間高速道路95号線からは4車線上下分離道路で10マイル (16 km) という理想的な立地にある。
エフィンガム工業開発公社が開発用の土地約4,000エーカー (16 km2) を取得した。その中には州間高速道路16号線に隣接する200エーカー (0.81 km2) や、やはり16号線沿いで州間高速道路95号線からは7マイル (11 km) の土地1,550エーカー (6.3 km2) が含まれている。どちらもジョージア港湾公社から15マイル (24 km)、州間高速道路16号線と同95号線交差点近くにあるチャタム郡メガサイト（元のダイムラークライスラー工場跡地）から10マイル (16 km) 以内にある。
この場所には床面積1,000万平方フィート (930,000 m2) の軽工業や物流センター・倉庫を作る広さがある。さらに元リサーチ・フォレストの用地も最近取得した。広さは約2,300エーカー (9.3 km2) あり、商業、事務所、重工業、軽工業、専門サービス、研究およびレクリエーションなどの開発用地となる予定である。この用地はジョージア港湾公社から6マイル (10 km) の3つの区画で構成され、サバンナ川パークウェイ、ノーフォーク・サザン鉄道本線、CSXトランスポーテーション本線からのアクセスが計画されている。現在はマスタープランの作成中である。その計画では研究開発、組み立て、本社など環境配慮型の施設を誘致することになっている。
エフィンガム郡の製造業には製紙工場（ジョージア・パシフィックのサバンナ川工場）、精密タービンブレード製造のドンキャスターズ、アルミ・ジオデシックドーム製造のテムコア、コンクリート管製造のハンソン、ビジネスジェット内装のエドワズ・インテリアズ、電気トランス製造のEFACEC PTなどがある。

## 都市と町
- スプリングフィールド - 郡庁所在地
- リンコン
- ガイトン
- クリオ
- メルドリム